# Conchocarpus dasyanthus
Conchocarpus dasyanthus är en vinruteväxtart som beskrevs av J. A. Kallunki. Conchocarpus dasyanthus ingår i släktet Conchocarpus och familjen vinruteväxter. Inga underarter finns listade i Catalogue of Life.